# Возжаєвська
Возжа́євська (рос. Возжаевская) — присілок у складі Верхньокамського району Кіровської області, Росія. Входить до складу Рудничного міського поселення.

## Населення
Населення становить 2 особи (2010, 4 у 2002).
Національний склад станом на 2002 рік — росіяни 100 %.

## Історія
Присілок був заснований 1859 року на Кайському тракті в межах Слободського повіту. 1889 року присілок увійшов до складу Трушніківської волості, з 1926 року — у складі Бардінської сільради Кайської волості, з 1939 року — Волосницької сільради Кайського району.